# Juan Cruz de los Santos
Juan Cruz de los Santos (ur. 22 lutego 2003 w Montevideo) – urugwajski piłkarz występujący na pozycji skrzydłowego lub napastnika, od 2022 roku zawodnik River Plate Montevideo.